# Warner TV
Warner TV este un canal de filme deținut de Warner Bros. Discovery, care a înlocuit canalul TNT din 23 octombrie 2021, în urma unui proces de rebranding la nivelul întregii Europe.